# 原辰次
原 辰次（はら しんじ、1952年1月 - ） は、日本の工学者。東京大学名誉教授。元計測自動制御学会会長。

## 人物・経歴
1970年広島学院高等学校卒業。1974年東京工業大学工学部制御工学科卒業。1976年東京工業大学大学院理工学研究科制御工学専攻修士課程修了、日本電信電話公社電気通信研究所入所。1980年長岡技術科学大学機械系助手。1981年工学博士（東京工業大学）。1984年東京工業大学工学部助教授。1987年計測自動制御学会論文賞受賞。1991年計測自動制御学会論文賞受賞。1992年年東京工業大学大学院総合理工学研究科教授。1997年計測自動制御学会論文賞受賞。1998年計測自動制御学会論文賞受賞。2000年東京工業大学大学院情報理工学研究科教授。2001年計測自動制御学会理事。同年日本シミュレーション学会論文賞受賞。2002年東京工業大学名誉教授、東京大学大学院情報理工学系研究科教授。2003年計測自動制御学会フェロー。2005年日本学術会議連携会員。2006年IEEE Fellow。2007年日本シミュレーション学会論文賞受賞。2008年計測自動制御学会副会長。2009年計測自動制御学会会長、Vice President of IEEE Control Systems Society。2010年IFAC Fellow。2011年IFAC Council Member。2012年東京大学大学院情報理工学系研究科副研究科長。2013年東京工業大学バスケットボール部監督。2017年東京大学名誉教授、中央大学研究開発機構教授。